# Jamska Grań

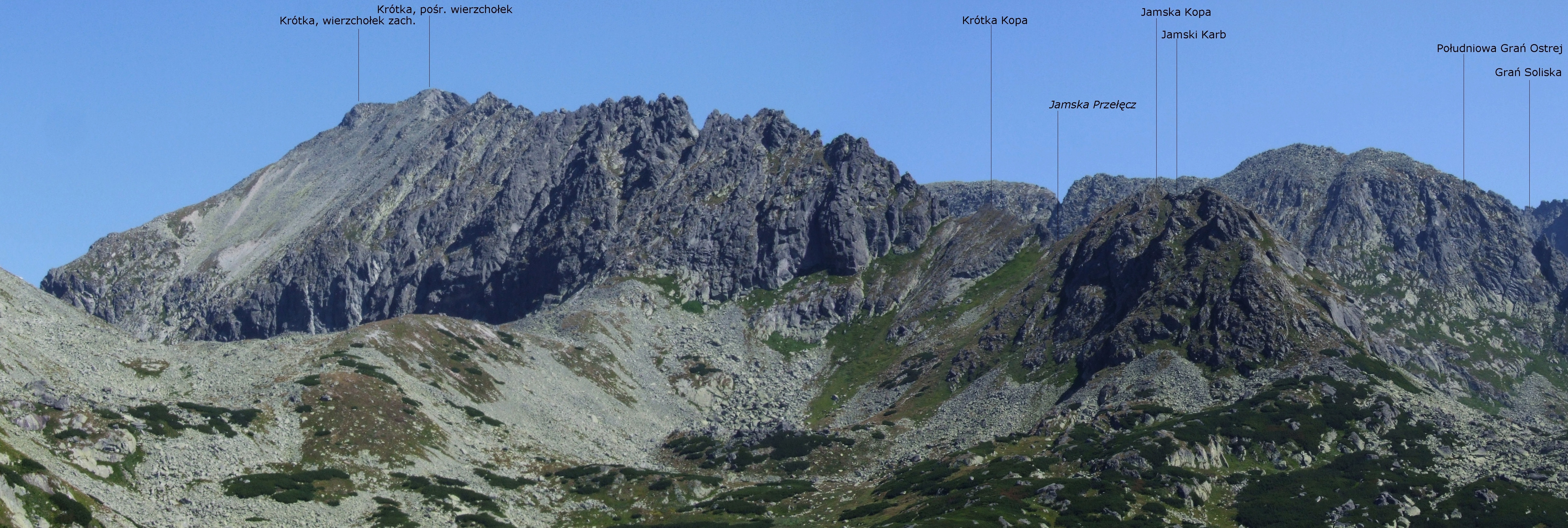
Jamska Grań, widok z Pawłowego Grzbietu

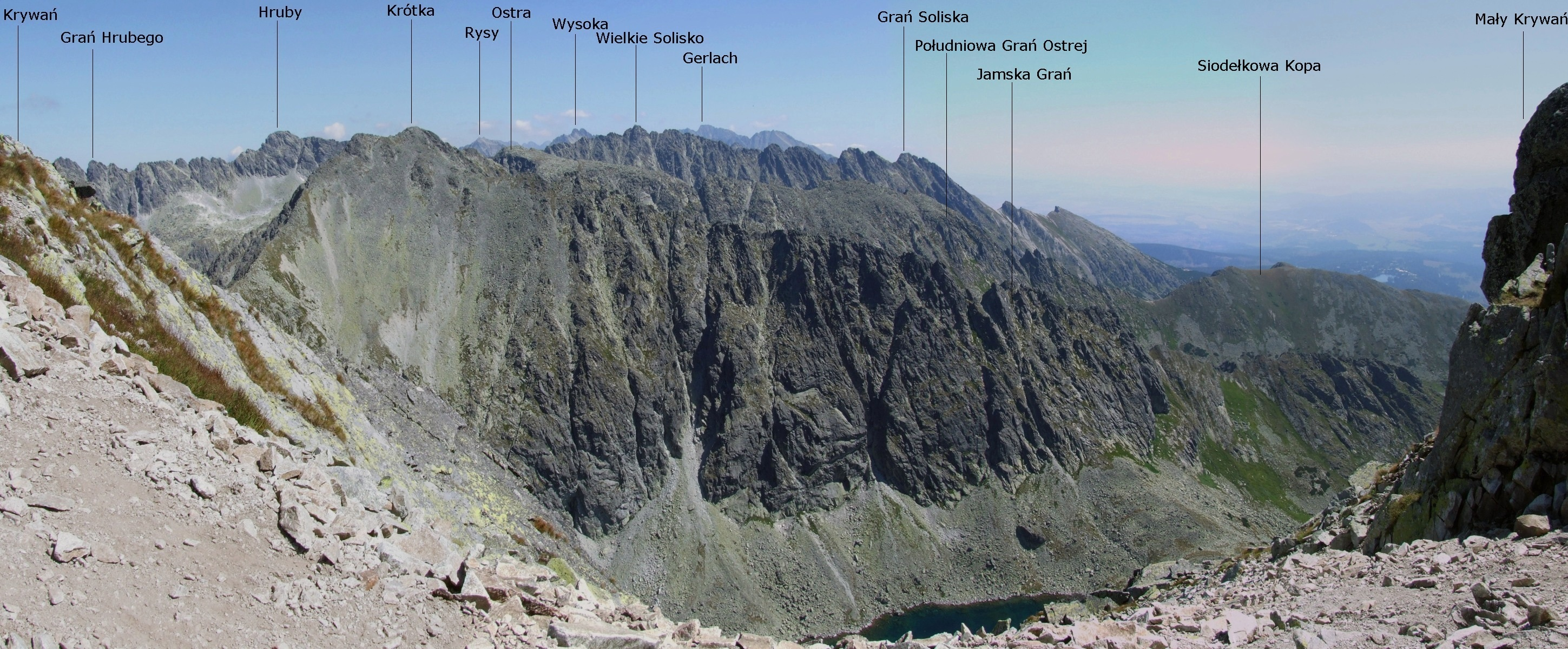
Widok z Krywańskiej Przełączki

Jamska Grań lub Jamski Grzebień (słow. Jamský hrebeň) – boczna grań odchodząca od głównej grani odnogi Krywania na południe w głównym wierzchołku Krótkiej w słowackich Tatrach Wysokich. Grań o długości pomiędzy 1,5 a 2 km oddziela Dolinę Ważecką od Doliny Suchej Ważeckiej. Nazwa grani pochodzi od Jam. U jej zachodnich podnóży znajduje się Zielony Staw Ważecki. Przez grań tę, a także przez otaczające ją doliny nie prowadzi żaden szlak turystyczny. Sama grań natomiast dobrze widoczna jest z podejścia niebieskim szlakiem turystycznym na Krywań przez Pawłowy Grzbiet. W grani kolejno, w kierunku od wierzchołka Krótkiej na południe wyróżnia się następujące obiekty:
- Wyżnia Krótka Szczerbina (Vyšná Krátka priehyba, ok. 2295 m[4]),
- Jamskie Turnie, dawniej Handlowe Turnie (Jamské veže):
  - Wielka Jamska Turnia (Veľká jamská veža, ok. 2300 m[4]),
  - Jamska Przehyba (Jamská priehyba),
  - Pośrednia Jamska Turnia (Prostredná jamská veža) – ma dwa wierzchołki rozdzielone Pośrednią Jamską Szczerbiną (Prostredná jamská štrbina)[6],
  - Pośrednia Jamska Przehyba (Prostredná jamská priehyba),
  - Jamskie Zęby (Jamské zuby),
  - Skrajna Jamska Przehyba (Predná jamská priehyba),
  - Skrajna Jamska Turnia (Predná jamská veža, ok. 2220 m[4]),
- Skrajna Jamska Szczerbina (Predná jamská štrbina),
- Krótka Szczerbina (Krátka štrbina, ok. 2175 m[4]),
- Mała Krótka (Krátka veža, 2197 m) – turnia o dwóch wierzchołkach rozdzielonych Krótkim Karbem (Krátky zárez)[2],
- Krótka Przehyba (Krátka priehyba),
- Krótka Czuba (Krótki Kopiniak[4], Krátky hrb),
- Szczerbina pod Czubą (Štrbina pod hrbom),
- Krótka Turniczka (Krátka vežička),
- Szczerbina nad Kopą (Štrbina nad kopou),
- Krótka Kopa (Krátka kopa),
- Szczerbina pod Kopą (Štrbina pod kopou),
- Zadnia Jamska Turniczka (Zadná jamská vežička),
- Jamska Przełęcz (Jamské sedlo, ok. 2065 m[4]),
- Skrajna Jamska Turniczka (Predná jamská vežička),
- Mała Jamska Przehyba (Malá jamská priehyba),
- Jamska Kopa (Jamská kopa, 2079 m[4]) – wzniesienie o dwóch wierzchołkach rozdzielonych Jamskim Karbem (Jamský zárez)[2].